# Hans-Werner Huneke
Hans-Werner Huneke (* 1955) ist ein deutscher Germanist und ehemaliger Rektor der Pädagogischen Hochschule Heidelberg.

## Leben
Nach dem Lehramtsstudium und Referendariat in Hamburg und Nordrhein-Westfalen (Deutsch und Geschichte, Gymnasium) war er von 1984 bis 1987 Lehrer am Colegio Visconde de Porto Seguro, Unidade II, Valinhos/SP. Von 1987 bis 1989 absolvierte er den Zusatzstudiengang DaF und war Lehrer an der GS Wanne-Eickel und an der VHS Hamm. Von 1989 bis 1994 war er DAAD-Lektor an der Universidade de Coimbra. Von 1994 bis 2003 wirkte er an der PH Heidelberg (Sprachwissenschaft, Sprachdidaktik). Von 2003 bis 2004 arbeitete er an der PH Ludwigsburg (Leiter des Sprachdidaktischen Zentrums). Nach der Promotion zum Dr. phil. 2003 in Heidelberg war er seit 2004 Professor an der PH Freiburg (Leiter des Schreibzentrums). 2015 wurde er zum Rektor der PH Heidelberg ernannt und ging 2022 in den Ruhestand. Im Jahr 2018 wurde Huneke zum neuen Vorsitzenden der Landesrektorenkonferenz der Pädagogischen Hochschulen (LRK-PH) in Baden-Württemberg gewählt.

## Schriften (Auswahl)
- mit Bernd Speidel: Como ler textos jurídicos em Alemão. Lisboa 1992, ISBN 972-46-0585-X.
- Sprechen zu Tieren. Formen und Funktionen tiergerichteten Sprechens. München 2004, ISBN 3-89129-791-2.
- mit Wolfgang Steinig: Deutsch als Fremdsprache. Eine Einführung. Berlin 2013, ISBN 3-503-13765-3.
- mit Wolfgang Steinig: Sprachdidaktik Deutsch. Eine Einführung. Berlin 2022, ISBN 3-503-21117-9.